# 銀河鉄道物語
『銀河鉄道物語』（ぎんがてつどうものがたり THE GALAXY RAILWAYS）は、松本零士原作のSFアニメ、漫画作品。略称は「銀鉄」など。
本項目では、アニメ作品を中心に記述する。記述する作品は以下の通り。なお、状況に応じて括弧内の略号を使用する。
- 銀河鉄道物語（TV1）
- 銀河鉄道物語 〜永遠への分岐点〜（TV2）
- 銀河鉄道物語 〜忘れられた時の惑星〜（OVA）

## 概要
アニメは2003年から2007年にかけて、全3シリーズが発表された。『銀河鉄道物語』、『銀河鉄道物語 〜永遠への分岐点〜』はテレビアニメとして、『銀河鉄道物語 〜忘れられた時の惑星〜』はOVAとして制作されている（後述）。
また、松本零士自身の漫画家活動50周年記念作品の漫画も執筆された。こちらは『ビッグコミック』にて『銀河鉄道999』のエピソードの一部として3編、『ビッグコミックスペリオール』2003年11月30日増刊にて『銀河鉄道物語』として書き下ろしたエピソード3編と、同2005年2月15日増刊にて、『銀河鉄道999』42-45話と併せて収録の2編がそれぞれ掲載された。
シリーズを通して、原作者・松本零士が創造した『銀河鉄道999』と同じ世界で物語が繰り広げられる。しかし、同原作者の作品『銀河鉄道999』との関係は、銀河鉄道を舞台にしたこと以外は作品中で語られていない。999号も登場するが、本作ではあくまで銀河鉄道の1列車という役割である。なお、OVA『忘れられた時の惑星』では、SDFと999の関係、『999』の登場人物とSDF小隊の面々との関わりが明かされている（後述）。
この他、『宇宙海賊キャプテンハーロック』や『漂流幹線000』など、様々な松本作品が元ネタになっている設定や小ネタが随所に登場した。

## アニメシリーズ
銀河鉄道物語
TVシリーズ第1作。2003年10月から2004年4月までBSフジ、フジテレビなどで放送。ナレーションは窪田等。総集編を劇場公開の予定があったが、公開を予定していた「秋葉原オリエンタルコミックシアター」が閉鎖となったことからDVDリリースのみとなっている。
銀河鉄道物語 〜永遠への分岐点〜
TVシリーズ第2作。2006年10月から2007年にかけて中部日本放送、TBSなどで放送。ナレーションは麻上洋子。16:9だがTBS系列制作のため、サイドカットにより4:3で放送。
銀河鉄道物語 〜忘れられた時の惑星〜
OVA作品。2007年1月24日から4月27日にかけて、DVD全4巻が発売された。世界観を共有する『銀河鉄道999』との関係が描かれており、同作のメーテル、星野鉄郎、車掌なども登場している。発表は上記のTV第2シリーズが先行したが、企画・製作はOVAのほうが先で制作発表時の仮タイトルは『銀河鉄道物語2』だった。また、DVD発売に先駆けて、2006年12月30日から2007年1月5日までパワープラッツで「DVD発売前特別放送」と冠し、PPV方式でテレビ放送された。2007年春にはOVA4巻を再編集・音響修正を施した劇場版が東京・大阪にて単館レイトショーをそれぞれ行われた。この劇場版は2014年5月28日にBlu-ray版が発売されている。

## ストーリー
銀河鉄道物語
銀河鉄道の安全を守る空間鉄道警備隊（SDF）を舞台に、SDFでの任務中に殉職した父、そして空間装甲擲弾兵（SPG）としてその任務中に殉職した兄、その二人の遺志を受け継ぎ、SDFに入隊した有紀学（ゆうき まなぶ）を中心として、彼が自分の運命を自らの手で切り開いていく。
銀河鉄道物語 〜永遠への分岐点〜
SDFシリウス小隊に入隊してから数々の事件・事故を解決し、一人前の隊員へと成長した有紀学は、新入隊員のキリアン・ブラックの指導を担当していた。生意気な幹部候補生・キリアンの指導に手を焼きながらも、銀河鉄道の軌道上で発生するトラブルをシリウス小隊の仲間たちと共に迅速かつ正確に対処していく。
銀河鉄道物語 〜忘れられた時の惑星〜
時系列的にはTV第1シリーズと第2シリーズ『永遠への分岐点』との間になる。舞台は銀河鉄道が停まらない「忘れられた時の惑星」と呼ばれる星・惑星ヒーライズ。エターナル銀河へ向かう途中であった銀河超特急999号から、銀河鉄道管理局にヒーライズの衛星・デュエートの駅を発車後に事故に巻き込まれたとの救難信号が届く。乗客の安否も星の情報もまったく不明な中、管理局からの緊急出動命令を受けてSDFシリウス小隊は999号の乗客救助に向かう。

## 登場人物
以下のキャラクターは、本作シリーズの主な登場人物。
有紀 学（ゆうき まなぶ）
声 - 矢薙直樹
本作の主人公。シリウス小隊の隊員。父・有紀渉、兄・護に影響を受けて育ち、SDFに志願した。
正義感と熱血漢に溢れる青年で、銀河鉄道への想いは厚く多くのことを経験していく中で成長していく。
シュワンヘルト・バルジ
声 - 大塚明夫
シリウス小隊隊長。冷静な判断力と優秀な頭脳、行動力に優れた頼れる指揮官。学の成長を見守る。
ルイ・フォート・ドレイク
声 - 真田アサミ
シリウス小隊通信レーダーパート担当する女性隊員、学とは同期。優秀で何事もそつなくこなす優等生。
デイビッド・ヤング
声 - 緑川光
シリウス小隊運行管理兼メカニックパート担当。お調子者だが、気配りの出来る兄貴分的存在で、シリウス小隊のムードメーカー。
ユキ
声 - 鈴木菜穂子
シリウス小隊専属の医療用セクサロイド（人造人間）。救護パートおよびオペレーターを担当。『銀河鉄道999』のメーテルのような容貌を持つ。初代宇宙戦艦ヤマトの森雪のDNAから作られたアンドロイドだと示唆している
キリアン・ブラック
声 - 石田彰
TV第2シリーズ『永遠への分岐点』より、シリウス小隊の研修生として登場。優秀ながら高飛車かつ生意気な性格で、指導担当の学を悩ませる。研修終了後は銀河鉄道管理局に配属された。生い立ちについては、OVA『忘れられた時の惑星』で描かれている。
有紀 渉（ゆうき わたる）
声 - 井上和彦
学の父にして、シリウス小隊の前隊長。子供思いの優しい父親であったが、銀河鉄道の列車を守り宇宙に散った。
レイラ・ディスティニー・シュラ
声 - 麻上洋子
銀河鉄道を統括する銀河鉄道管理局総司令官。謎の女性で、「レイラ」と「シュラ」の2つの人格を有する。

## 用語
銀河鉄道（銀河鉄道株式会社）
銀河鉄道管理局
空間鉄道警備隊（SDF[Space Defense Force]）
空間装甲擲弾兵（SPG[Space Panzer Grenadier]）
SDFとSPGを参照
車両
銀河鉄道物語の戦闘列車 - 列車ナンバー000〜099はSDF専用列車に割り当てられている。
銀河鉄道物語の非戦闘列車
プロキオン軌道変位事故 (Plokion Orbit Displacement Accident)
重要な劇中設定の1つであり、銀河鉄道最大といわれる鉄道事故。
プロキオン第22地区の空間軌道の変位（転轍違い）により、当該宙域を走行中だった117号レアーニカ・ライナーと144号ミソスエクスプレスが衝突した。現場へ急行した有紀渉は、唯一の生存者としてカタリナ・シェリルを救出したが、乗員乗客合わせて1300人以上の死者が出たと言われる。
エイブル (Ebul)
作中の通貨単位。デイビッドがコイントスや賭けに用いる1エイブル硬貨には1000年女王の横顔が肖像としてデザインされている。なお、自動販売機で売られている缶飲料は2ableが相場のようである。
オーバー・ザ・レインボー (Oba-Za-Leinbo)
『永遠の分岐点』で登場した、かつて銀河鉄道管理局で行なわれていた路線拡張計画。
別次元の宇宙に次元トンネルを繋げるという壮大な計画で、次元ホールを造るために管理局で次元シールド掘進機（シールドカッター）が開発された。
銀河鉄道管理局では、この計画自体が公式記録では10年前に中止になったとされているがキリアンの調べで実際には計画自体は実働段階に入っていることが判明、自立型強行次元掘進機が完成品として稼動していた。それが次元断層などの問題を引き起こし、その一つは後に「悪魔の機械」と呼ばれ別次元の宇宙で災いを起していた。
管理局上層部は計画の復活による路線拡張を画策したが、事件の真相に感づいた藤堂司令により次元掘進機の試作品を使用して「シリウス小隊救出作戦」が実行され、ケフェウス・スピカを始めとするSDF全小隊が参加した。

## スタッフ
- 原作・総設定・デザイン - 松本零士
- 企画・プロデューサー - こんひろし
- 監督 - 西本由紀夫（TV1）、冨永恒雄（TV2）、大庭秀昭（OVA）
- シリーズ構成 - 園田英樹（TV1）、山田靖智（TV2）、むとうやすゆき・長谷川菜穂子（OVA）
- キャラクターデザイン - 木﨑文智・竹田逸子（TV1&OVA）、加野晃（TV2）、千葉道徳（OVA）
- オリジナルメカデザイン - 板橋克己
- メカニックデザイン - 渡辺浩二（TV1&OVA）、峰岸達実（TV2）、浜中義美（TV2&OVA）、石野聡・岡武志（OVA）
- 美術監督 - 海野よしみ（TV1&TV2）、水谷利治（OVA）
- 色彩設計 - 川見拓也（TV1&OVA）、今川かずゆき（TV2）
- 撮影監督 - 岸克芳（TV1）、久保村正樹（TV2&OVA）
- 音楽 - 青木望
- 音響監督 - 塩屋翼（TV2&OVA）[2]
- 音楽プロデューサー - 長良じゅん・前山寛邦（TV1）
- 音楽ディレクター - 神林義弘・八木仁（TV1）、藤田昭彦（OVA）
- プロデュース - 相原英雄、岩佐芳弘（TV2）、田中彰（OVA）
- 制作プロデューサー - 隈部昌二（TV1）、長谷川康雄（TV1&OVA）
- エグゼクティブプロデューサー - 柳田康友（TV2&OVA）
- プロジェクトプロデューサー - 尾崎健一（TV2&OVA）
- アニメーション制作協力 - 銀画屋
- アニメーション制作 - スタジオ九魔
- 企画・制作 - プラネット
- 製作 - BSフジ・銀河鉄道管理局[3]（TV1）、中部日本放送・銀河鉄道物語プロジェクト（TV2）、コモンウェルス・エンターテインメント（OVA）

## 主題歌
オープニングテーマ
「銀河鉄道は遙かなり」（TV1）
作詞 - 相吉志保 / 作曲 - 佐藤健 / 編曲 - 亀山耕一郎 / 歌 - ささきいさお（コロムビアミュージックエンタテインメント）
「CARRY THE LIGHT」（TV2）
作詞 - Daniel Walker EMI K. Lynn / 作曲・編曲 - Daniel Walker / 歌 - ジャ・ジャ（アップフロントワークス/ピッコロタウン）
エンディングテーマ
「銀河の煌」（TV1）
作詞・作曲 - 高取ヒデアキ / 編曲 - 青木望 / 歌 - ささきいさお（コロムビアミュージックエンタテインメント）
「ALL OF US」（TV2、OVA）
作詞・作曲 - つんく / 編曲 - 鈴木俊介、青木望 / 歌 - 後藤真希（アップフロントワークス/ピッコロタウン）

## 各話リスト
| 話数 | サブタイトル     | 脚本           | 絵コンテ              | 演出       | 作画監督 メカ作画監督                         |
| ---- | ---------------- | -------------- | --------------------- | ---------- | --------------------------------------------- |
| 1    | 旅立ち           | 園田英樹       | 西本由紀夫            | 西本由紀夫 | 竹田逸子、千葉道徳 渡辺浩二（メカ作監）       |
| 2    | 時の結び目       | 園田英樹       | 阿部雅司              | 熊谷雅晃   | 大木賢一                                      |
| 3    | 運命の動輪       | 早坂律子       | 下田正美              | 中川聡     | 木﨑文智                                      |
| 4    | 永遠という名の…… | 長谷川菜穂子   | 早川啓二              | 早川啓二   | 坂巻貞彦                                      |
| 5    | ビッグワン強奪   | 早坂律子       | 石平信司              | 岩田義彦   | 原修一                                        |
| 6    | 闇の慟哭（前編） | むとうやすゆき | 原博                  | 花井信也   | 荒尾英幸                                      |
| 7    | 闇の慟哭（後編） | むとうやすゆき | 菊地康仁              | 菊地康仁   | 千葉道徳、竹田逸子                            |
| 8    | 残照             | 鷲尾市子       | 赤坂三十郎            | 山田徹     | 向山祐治                                      |
| 9    | 記憶の回廊       | 長谷川菜穂子   | 佐山聖子              | 小林哲也   | 大木賢一                                      |
| 10   | 分岐点           | 早坂律子       | 早川啓二              | 早川啓二   | 坂巻貞彦                                      |
| 11   | 慕情             | むとうやすゆき | 下田正美              | 中川聡     | 牛島勇二                                      |
| 12   | 黄昏             | 山田靖智       | 原博                  | 花井信也   | 荒尾英幸                                      |
| 13   | 運命列車         | 早坂律子       | 西本由紀夫 赤坂三十郎 | 中川聡     | 木崎文智、竹田逸子 阿部邦博、千葉道徳         |
| 14   | 絆               | むとうやすゆき | 山田徹                | 山田徹     | 向山祐治                                      |
| 15   | 共同戦線         | 山田靖智       | 横山広行              | 横山広行   | 小林冬至生                                    |
| 16   | セクサロイド     | むとうやすゆき | 深沢学                | 花井信也   | 水井舞                                        |
| 17   | 鎧の女神         | 長谷川菜穂子   | 早川啓二              | 早川啓二   | 坂巻貞彦                                      |
| 18   | 死活             | 早坂律子       | 西本由紀夫 河本昇悟   | 西本由紀夫 | 千葉道徳、竹田逸子                            |
| 19   | 静謐の刻         | むとうやすゆき | 原博                  | 花井信也   | 荒尾英幸                                      |
| 20   | 選択             | 山田靖智       | 中川聡                | 中川聡     | 牛島勇二                                      |
| 21   | 背反             | 早坂律子       | 小野勝巳              | 熊谷雅晃   | 高鉾誠 小林冬至生（メカ作監）                 |
| 22   | 無常の凮         | むとうやすゆき | 下田正美              | 下田正美   | 木崎文智、竹田逸子 千葉道徳                   |
| 23   | 非情なる裁定     | 園田英樹       | 河本昇悟              | 近橋伸隆   | 飯野利明、牛島勇二                            |
| 24   | 燃える銀河       | 山田靖智       | 原博                  | 花井信也   | 荒尾英幸                                      |
| 25   | 命の谺           | むとうやすゆき | 赤坂三十郎            | 中川聡     | 飯野利明、牛島勇二 中村橋・空技廠（メカ作監） |
| 26   | 遥かなる想い     | 園田英樹       | 西本由紀夫            | 西本由紀夫 | 千葉道徳、竹田逸子                            |

| 話数 | サブタイトル                 | 脚本                | 絵コンテ       | 演出       | 作画監督                |
| ---- | ---------------------------- | ------------------- | -------------- | ---------- | ----------------------- |
| 1    | 新たなる旅立ち               | 山田靖智            | もりやまゆうじ | 近橋伸隆   | 牛島勇二                |
| 2    | 冷静と暴走の狭間             | 山田靖智            | 近橋伸隆       | 熊谷雅晃   | 朴旲烈                  |
| 3    | 宇宙に咲く花                 | 山野辺一記          | 大庭秀昭       | 所俊克     | 桜井木ノ実 服部益実     |
| 4    | スターダスト・ブルース       | 山田靖智            | 富永恒雄       | 高橋滋春   | 山崎正和 美馬健二       |
| 5    | 奈落の淵にて                 | 鈴木雅詞            | 山中英治       | 中山賢     | 柳瀬譲二                |
| 6    | 卒業                         | 長谷川菜穂子        | 中川聡         | 宮原秀二   | 武田政次                |
| 7    | 青い薔薇                     | 鈴木雅詞            | 冨永恒雄       | 熊谷雅晃   | 朴旲烈                  |
| 8    | 二人だけの任務               | 山田靖智 山野辺一記 | 所俊克         | 所俊克     | 桜井木ノ実 服部益実     |
| 9    | 明日へ続く道                 | 鈴木雅詞            | 田部伸一       | 阿宮正和   | 中本尚子 もりやまゆうじ |
| 10   | 葬られた未来                 | 鈴木雅詞            | 大庭秀昭       | 中山賢     | 峰岸桃子                |
| 11   | 誰がための誇り               | 山田靖智            | 高橋滋春       | 高橋滋春   | 山崎正和                |
| 12   | 魂の翼                       | 長谷川菜穂子        | 森田浩光       | 成川武千嘉 | 柳瀬譲二                |
| 13   | SDF、絶体絶命（前編）        | 鈴木雅詞            | 内田祐司       | 内田祐司   | 朴旲烈                  |
| 14   | SDF、絶体絶命（後編）        | 鈴木雅詞            | 所俊克         | 所俊克     | 青井青年                |
| 15   | つかの間の幸福               | 山田靖智            | 高橋滋春       | 高橋滋春   | 美馬健二                |
| 16   | 招かれざる漂流者             | 山田靖智            | 大庭秀昭       | 近橋伸隆   | 粟井重紀                |
| 17   | 未知への出発                 | 山田靖智            | 藤原潤         | 大関雅幸   | 後藤孝宏                |
| 18   | 槍を継ぐ者                   | 山野辺一記          | 森田浩光       | 成川武千嘉 | 柳瀬譲二                |
| 19   | 霧が呼ぶ                     | 鈴木雅詞            | 所俊克         | 所俊克     | 若野哲也 桜井木ノ実     |
| 20   | 旅路の果て                   | 鈴木雅詞            | 冨永恒雄       | 内田祐司   | 粟井重紀 山本道雄       |
| 21   | 再会                         | 鈴木雅詞            | 冨永恒雄       | 大川原保豪 | 木村正人                |
| 22   | 運命という名の迷宮           | 鈴木雅詞            | 大関雅幸       | 大関雅幸   | 後藤孝宏                |
| 23   | 嵐、その向こうに             | 山田靖智            | 大庭秀昭       | 近橋伸隆   | 高木信二郎              |
| 24   | 遥かなる誓い                 | 山田靖智            | 冨永恒雄       | 所俊克     | 青井清年                |
| 25   | 我が心のシリウス小隊（前編） | むとうやすゆき      | 大庭秀明       | 中川聡     | 吉田秀之                |
| 26   | 我が心のシリウス小隊（後編） | むとうやすゆき      | 冨永恒雄       | 近橋伸隆   | 牛島勇二                |

| 話数 | 脚本           | 絵コンテ | 演出     | 作画監督          | DVD発売日      |
| ---- | -------------- | -------- | -------- | ----------------- | -------------- |
| 1    | むとうやすゆき | 下田正美 | 雄谷将仁 | 千葉道徳          | 2007年 1月24日 |
| 2    | むとうやすゆき | 井内秀治 | 中川聡   | 牛島勇二          | 2月28日        |
| 3    | むとうやすゆき | 望月智充 | 雄谷将仁 | 千葉道徳 増永計介 | 3月28日        |
| 4    | むとうやすゆき | 山中栄治 | 礒崎康行 | 栗井重紀 柳瀬譲二 | 4月25日        |

## 放送局
| 放送地域   | 放送局       | 放送期間                                                                              | 放送日時                     | 備考               |
| ---------- | ------------ | ------------------------------------------------------------------------------------- | ---------------------------- | ------------------ |
| 日本全域   | BSフジ       | 2003年10月5日 - 2004年4月11日                                                         | 日曜 0:00 - 0:30（土曜深夜） |                    |
| 関東広域圏 | フジテレビ   | 2003年10月12日 - 2004年3月27日（第24話まで） 2004年6月17日、6月24日（第25話・第26話） |                              | 不定期放送         |
| 日本全域   | ANIMAX       | 2003年11月18日 - 2004年5月25日                                                        |                              | CS放送             |
| 日本全域   | アンパサンド | 2003年11月1日 - 2004年4月23日                                                         |                              | ブロードバンド配信 |
| 富山県     | 富山テレビ   | 2004年4月5日 - 9月27日                                                                | 月曜 15:30 - 16:00           |                    |

| 放送地域       | 放送局       | 放送開始                       | 放送日時                     | 備考                                                         |
| -------------- | ------------ | ------------------------------ | ---------------------------- | ------------------------------------------------------------ |
| 中京広域圏     | 中部日本放送 | 2006年10月5日 - 2007年3月29日  | 木曜 1:45 - 2:15（水曜深夜） | 製作局 現・CBCテレビ                                         |
| 関東広域圏     | 東京放送     | 2006年10月7日 - 2007年3月31日  | 土曜 2:25 - 2:55（金曜深夜） |                                                              |
| 宮城県         | 東北放送     | 2006年10月8日 - 2007年4月1日   | 日曜 2:10 - 2:40（土曜深夜） |                                                              |
| 広島県         | 中国放送     | 2006年10月8日 - 2007年4月1日   | 日曜 3:45 - 4:15（土曜深夜） |                                                              |
| 宮崎県         | 宮崎放送     | 2006年10月10日 - 2007年4月3日  | 火曜 1:20 - 1:50（月曜深夜） |                                                              |
| 新潟県         | 新潟放送     | 2006年10月10日 - 2007年4月3日  | 火曜 1:25 - 1:55（月曜深夜） |                                                              |
| 大分県         | 大分放送     | 2006年10月10日 - 2007年4月3日  | 火曜 2:25 - 2:55（月曜深夜） |                                                              |
| 岡山県・香川県 | 山陽放送     | 2006年10月10日 - 2007年4月3日  | 火曜 2:55 - 3:25（月曜深夜） | 現・RSK山陽放送                                              |
| 長野県         | 信越放送     | 2006年10月12日 - 2007年4月5日  | 木曜 2:25 - 2:55（水曜深夜） |                                                              |
| 静岡県         | 静岡放送     | 2006年10月14日 - 2007年4月7日  | 土曜 2:45 - 3:15（金曜深夜） |                                                              |
| 北海道         | 北海道放送   | 2006年10月15日 - 2007年4月8日  | 日曜 2:10 - 2:40（土曜深夜） |                                                              |
| 福岡県         | RKB毎日放送  | 2006年10月29日 - 2007年4月22日 | 日曜 2:45 - 3:15（土曜深夜） |                                                              |
| 近畿広域圏     | 毎日放送     | 2007年1月28日 - 7月1日         | 日曜 2:55 - 3:25（土曜深夜） | アニメシャワー第3部 最終2話のみ土曜26:55 - 27:55枠で連続放送 |

## 銀河鉄道情報局
『銀河鉄道情報局』（ぎんがてつどうじょうほうきょく）は、『銀河鉄道物語』シリーズのプロモーションを目的としたインターネットラジオ番組である。OVA『銀河鉄道物語 〜忘れられた時の惑星〜』の制作発表を受けて放送を開始した。
パーソナリティは、声優の矢薙直樹と真田アサミ。また、第13回以降は先述の2人に加え、『銀河鉄道物語』シリーズのプロデューサー・こんひろしが参加した。
2005年9月16日から2007年4月12日まで『銀河鉄道物語』公式サイトと音泉で全25回が配信された。更新は終了しているが、公式サイトでは現在も聴取可能。不定期に金曜日（後に木曜日）に更新された。また、音泉での配信は公式サイト更新の1週間後に行われた。第12回目の2006年3月10日更新後、一旦休止してリニューアルされた。同年5月12日より再開され、TV第2シリーズ『銀河鉄道物語 〜永遠への分岐点〜』の放送終了、『忘れられた時の惑星』の発表を経た後、第25回（2007年4月12日）を以って配信を終了した。
番組では、「銀河鉄道」に関する川柳を募集して発表する「銀河鉄道川柳部」、リスナーの懺悔にユキ（鈴木菜穂子）が応える「セクサロイドユキの懺悔室」などのコーナーがあった。
その他
- 番組内では『忘れられた時の惑星』を制作発表時の仮タイトル『銀河鉄道物語2』と呼ぶことがある。
- ゲストがいる場合、ゲストとのフリートーク、『銀河鉄道物語』に関する情報告知が行われた。
- 番組内で投稿したメールが採用されると、パーソナリティの矢薙が自腹で制作したという「銀鉄特製缶バッジ」が送られた。

## 漫画版
アニメと同じ世界観を舞台にしているが、原作ではない。大山トチローの息子である大山昇太が親友・有紀学の名を借りて登場する。また、この漫画版では学は『宇宙海賊キャプテンハーロック』に登場するアルカディア号の乗組員・有紀螢の弟と言及されている。初出では『銀河鉄道物語』として発表されたものの、単行本刊行時に小学館 ビッグコミックスゴールドコミックス『銀河鉄道999』21巻に収録された。サブタイトルに「銀河鉄道物語」とつけられ、『999』エターナル編40話前編・後編と41話の3回分と『銀河鉄道物語』として執筆された5話が収録されている。少年画報社文庫版の銀河鉄道999には銀河鉄道物語の記載は無いが、18巻に下記のタイトルを全話掲載。

### 単行本収録タイトル
銀河鉄道999
- 第40話 始発駅「運命」前編
- 第40話 始発駅「運命」後編 －レイラ・ディスティニー・シュラ－
- 第41話 始発駅「運命」II －旅人は来り，旅人は行く－

銀河鉄道物語
- 第1話 運命の涙
- 第2話 ヘドロのダイヤ
- 第3話 永遠への分岐点
- 第4話 星の海を想う
- 第5話 心の旅人

## その他の作品
小説 闇の慟哭 銀河鉄道物語
むとうやすゆき著、2005年11月4日発売。
ドラマCD 銀河鉄道物語 〜最果ての天使アンジェラ〜
TV第1シリーズからのスピンオフ作品。辺境の惑星ザイボルを舞台に、SDFミザール小隊の活躍を描く。有紀学とルイも登場する。イラストおよびキャラクターデザインは増永計介が担当。発売元・販売元はZERO Goods universe。
キャスト
- 湧田 登 － 辻谷耕史
- リイナ・シュミット - 水戸部千希己
- アリス・シュミット - 酒井香奈子
- ローラ・シュミット - 伊瀬茉莉也
- 北 真二 - 浪川大輔
- アンジェラ・ブルーニ - 林原めぐみ
- ハインリッヒ・クードラー - 堀米聰
- 有紀 学 - 矢薙直樹（特別出演）
- ルイ・フォート・ドレイク - 真田アサミ（特別出演）

携帯電話向けアプリ 銀河鉄道物語
2006年10月にYahoo!ケータイ,2007年12月にiモード。ジャンルはシミュレーションゲーム。サクセスネットワークスがスーパーライト☆サクセスから提供。有料ダウンロード。
携帯電話向けアプリ 銀河鉄道物語ポーカー
2007年3月にYahoo!ケータイ。S!番組プレイヤーの視聴特典。サクセスネットワークスがタダゲームにて提供。
パチンコ・パチスロ
2006年1月よりパチンコ機『CRフィーバー銀河鉄道物語』が、2008年2月よりパチスロ機『銀河鉄道物語』（以上SANKYO）が、2013年9月からパチンコ機『銀河鉄道物語 〜永遠への分岐点〜』（マルホン工業）が全国のパチンコ店で稼動。
スマートフォン向けソーシャルゲーム 銀河鉄道物語
2012年9月よりGREEにて配信（iPhoneとAndroid対応）。グローバル版「The Galaxy Railways」も同時配信。